# 星洲炒米

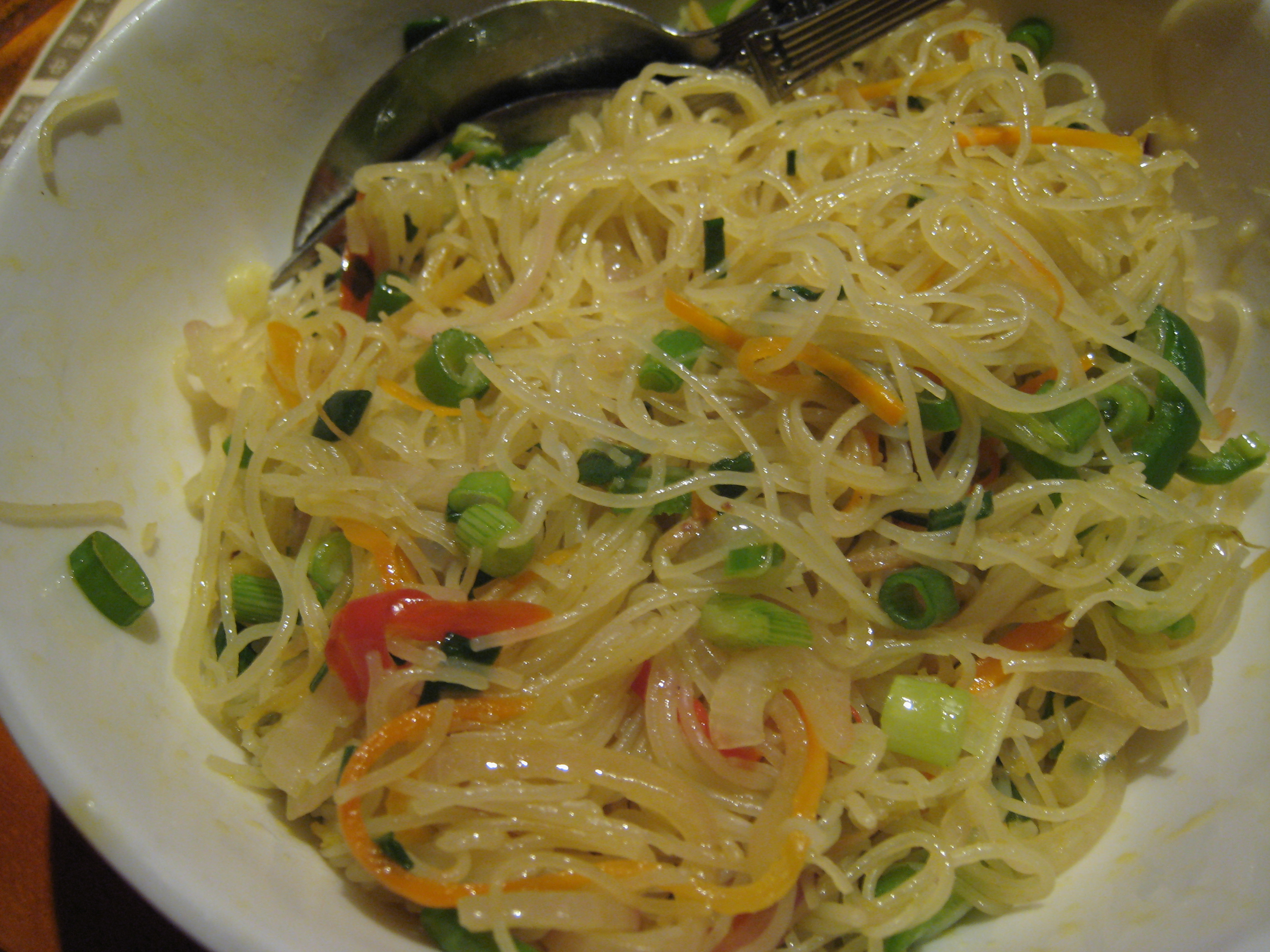
香港的星洲炒米，因為加入咖哩而呈現金黃色。

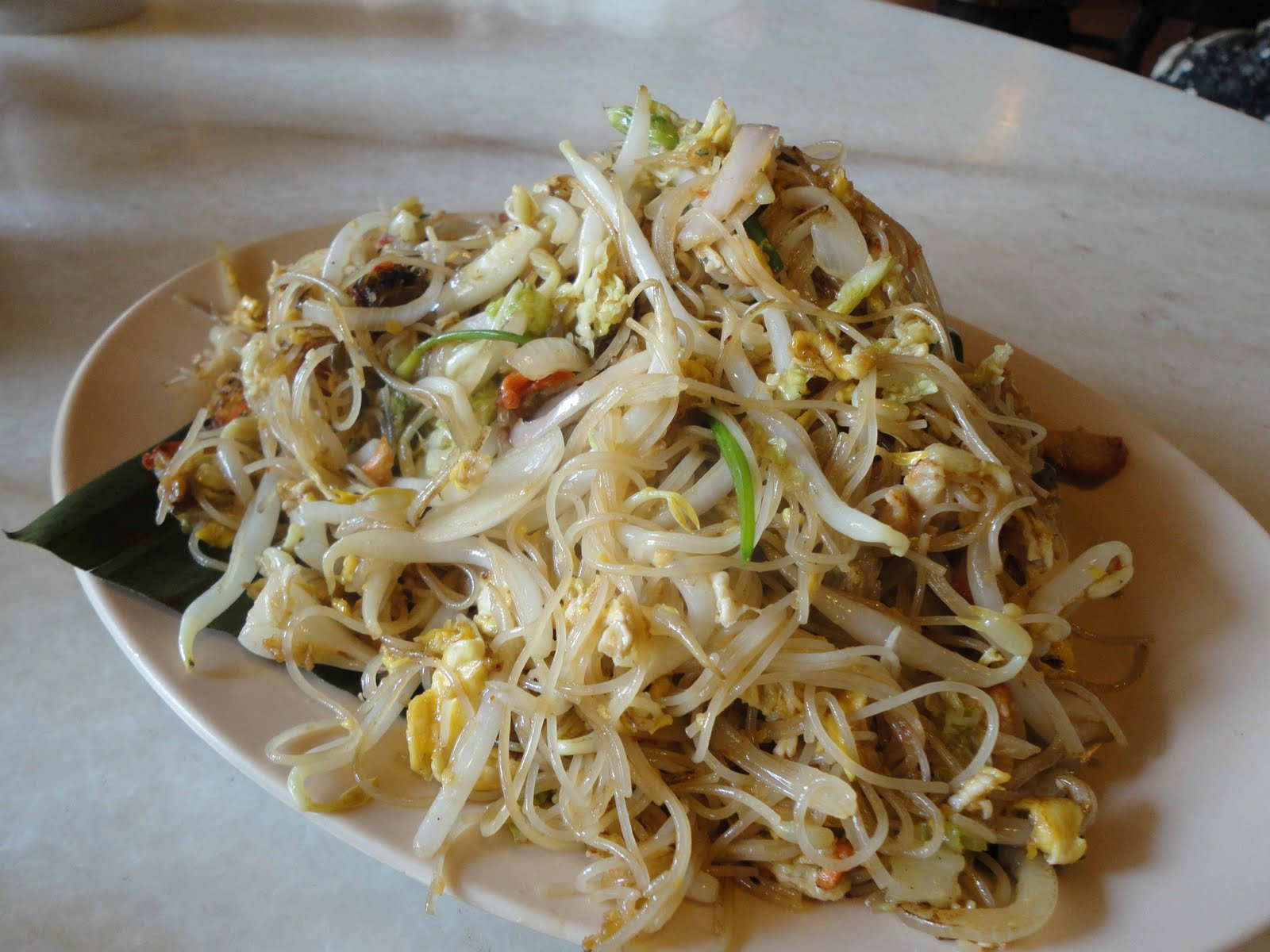
吉隆坡的星洲炒米

星洲炒米是一種炒米粉，常見於新加坡和馬來西亞，在美國、加拿大、纽西兰 和澳洲的粵菜餐館也有供應。星洲炒米的「星洲」是指新加坡，但是卻起源於香港，分別有香港和馬來西亞（各有兩種不同的派別）。
据说1950年代已经有星洲米粉。星洲炒米虽以星洲为名，但有部分人士認為源自於馬來西亞的吉隆坡。此外，星洲炒米也是香港常見的米粉食品，但香港的星洲炒米和馬來西亞的炒米是有明顯分別，香港的星洲炒米一定會加入咖哩，馬來西亞的炒米卻使用番茄醬和辣椒醬代替。

## 材料
星洲炒米的材料通常包括蝦、叉燒和雞蛋，並按照不同地區的烹調習慣，加入芽菜、包菜丝、萝卜丝、辣椒絲、蕃茄醬或咖哩醬等食材。

## 起源
星洲炒米的起源已不可考，一般認為加入咖哩的星洲炒米是出現在香港的炒米粉食品，至於使用番茄醬調味的炒米粉，則有以下一些說法。
使用番茄醬代替咖哩的星洲炒米是起源自馬來西亞吉隆坡的一道料理，如同在廣州的“揚州炒飯”，在揚州反而吃不到這種味道，星洲炒米在新加坡也有他们独特的味道。在吉隆坡日治末期的其中一個午夜，一名大老闆將車子停在相熟的大排檔前，要求檔主幫忙做一道為他充飢。當時該名檔主已準備收攤，但不敢得罪該名大老闆，且希望能多一些生意，就把一些賣剩的碎米粉、叉燒、芽菜、蝦米、雞蛋和辣椒一起炒出一道雜碎炒米粉，結果得到該名老闆的大讚。在被問起該道料理的名稱時，檔主不好意思是一些碎料炒碎米粉，就隨口說了星洲炒米這名稱。接下來經過該老闆向友人推薦，使得這道“星洲炒米”成為該大排檔的招牌料理，名揚開來，流行於馬來半島。现在也流行于不少地区。

## 差別
香港的星洲炒米是茶餐廳、快餐店、酒樓和大排檔的常見的午餐和晚餐食品，港式星洲炒米也隨著香港移民而傳至海外各地的唐人街，只要在香港人開設的酒樓茶市及茶餐廳，幾乎都可以吃到這道料理。港式星洲炒米的食材通常包括叉燒、蝦仁、芽菜、雞蛋、洋蔥和辣椒絲，並會加入咖哩粉或咖哩醬及黃薑粉，令炒米粉變成金黃色，並充滿香辣的味道。
馬來西亞人的星洲炒米除了叉燒、蝦仁、芽菜、雞蛋、洋蔥、辣椒外，還會加入番茄醬及辣椒醬來調味，製成色澤帶點淡紅色，味道帶點酸、辣及甜的星洲炒米，做法類似廈門炒米。

## 外部連結
- 從舌頭說起──Eatellectual的文化記憶[永久]
- 星洲炒米[]
- 老少平安